# Saint-Rémy (Dordoña)
 Saint-Rémy  (en occitano Sent Remedi) es una población y comuna francesa, situada en la región de Aquitania, departamento de Dordoña, en el distrito de Bergerac y cantón de Villefranche-de-Lonchat.

## Demografía
| 386 | 359 | 355 | 338 | 358 | 353 |
| Para los censos de 1962 a 1999 la población legal corresponde a la población sin duplicidades (Fuente: INSEE [Consultar]) |     |     |     |     |     |